# Le stagioni di Giacomo
Le stagioni di Giacomo è un romanzo di Mario Rigoni Stern del 1995, vincitore del Premio Grinzane Cavour e il Premio Comisso l'anno successivo.
Il romanzo segue le vicende di un nucleo familiare dell'altipiano vicentino nel periodo tra le due guerre mondiali. Tra i protagonisti, costretti a una dura vita tra la carenza di lavoro e le difficoltà di quell'epoca, anche il giovane Mario.

## Edizioni
- Mario Rigoni Stern, Le stagioni di Giacomo, Einaudi, 2006,  p. 165.